# Derek Sankey
Derek William Sankey (Vancouver, 17 dicembre 1948) è un ex cestista canadese.

## Carriera
Con il Canada ha disputato i Campionati mondiali del 1970 e i Giochi olimpici di Montréal 1976.